# 陈志方
陈志方（1906年—1990年12月15日），中华人民共和国政治人物、外交官。
1958年8月25日，中华人民共和国与伊拉克共和国建交后，开始派遣驻伊拉克特命全权大使，陈志方担任首位中华人民共和国驻伊拉克大使。1960年，由张伟烈接任。1964年，接替何英，担任中华人民共和国驻乌干达大使。1970年，任中华人民共和国驻瑞士大使。1977年，任中华人民共和国驻越南大使。